# 1,1'-bis(difenylfosfino)ferroceen
1,1'-bis(difenylfosfino)ferroceen, doorgaans vanuit de Engelse benaming 1,1'-bis(diphenylphosphino)ferrocene afgekort tot dppf, is een gesubstitueerd difosfine, dat net als andere fosfines veel wordt toegepast als ligand in de organometaalchemie. Het centrale deel van de molecule wordt gevormd door een ferroceeneenheid. De verbinding lijkt in zijn eigenschappen sterk op andere gebrugde difosfines, zoals 1,1-bis(difenylfosfino)methaan en 1,2-bis(difenylfosfino)ethaan. In vergelijking met deze verbindingen is de grote kaakbreedte opvallend.

## Synthese
1,1'-bis(difenylfosfino)ferroceen is commercieel verkrijgbaar, maar kan ook in het laboratorium gesynthetiseerd worden via het lithiëren van ferroceen met n-butyllithium in aanwezigheid van TMEDA, gevolgd door de reactie met chloordifenylfosfine:

## Reacties
1,1'-bis(difenylfosfino)ferroceen vormt met een groot aantal metalen op eenvoudige wijze complexen, het palladiumcomplex, (dppf)PdCl2 wordt veel ingezet in palladiumgekatalyseerde koppelingsreacties. Het complex wordt verkregen door 1,1'-bis(difenylfosfino)ferroceen te laten reageren met het acetonitril- of benzonitrilcomplex van palladium(II)chloride.